# Niagara-on-the-Lake

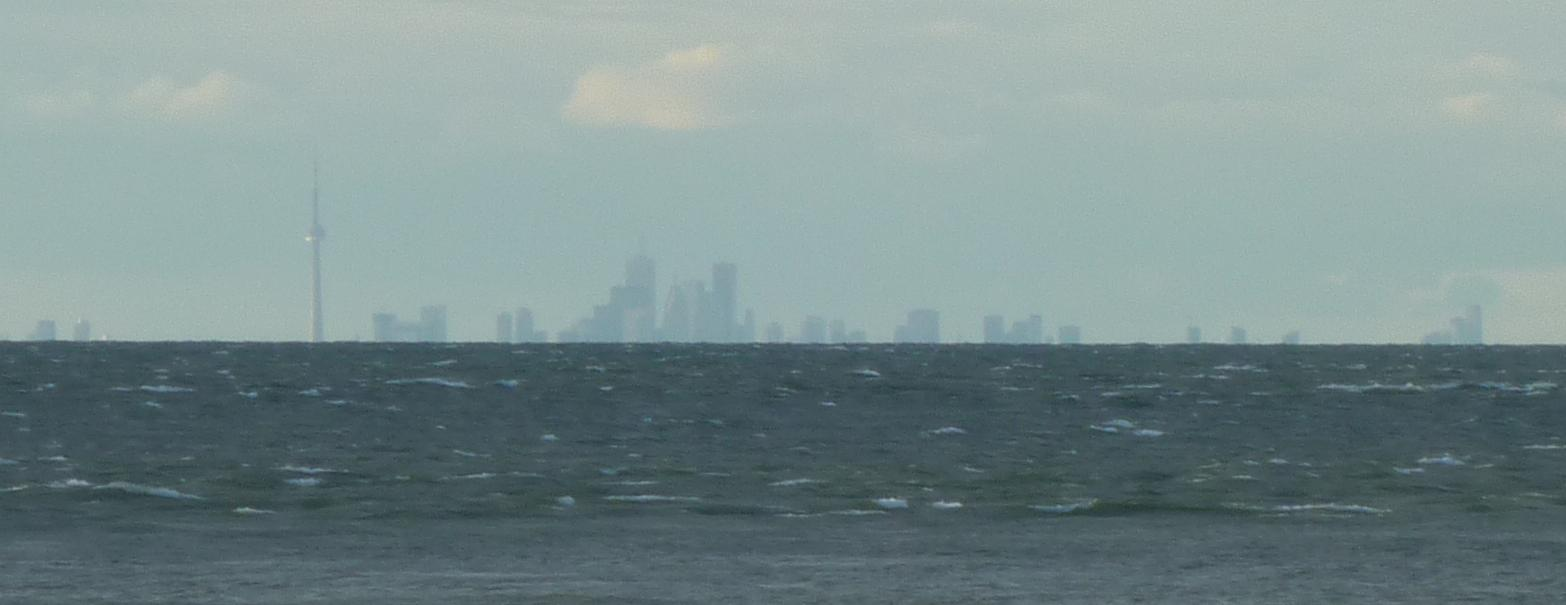
Blick von Niagara-on-the-Lake über den Ontariosee zur Skyline von Toronto

Niagara-on-the-Lake [naɪ̯ˈjægɹəɑnðəˌleɪ̯k] ist eine kanadische Stadt in Ontario an der Mündung des Niagara River in den Ontariosee. Sie liegt gegenüber der US-amerikanischen Stadt Youngstown (New York). Die nächste größere Stadt ist St. Catharines.

## Geschichte
Der ursprüngliche Name der Siedlung war Butlersburg, bevor sie im Jahr 1781 den Namen Newark erhielt, als im Verlauf des Amerikanischen Unabhängigkeitskrieges Loyalisten aus den USA nach Norden flohen.
Im Jahr 1792 wurde Newark nach seiner Umbenennung in Niagara für kurze Zeit die Hauptstadt von Oberkanada, verlor diesen Titel aber an York, das heutige Toronto, da die Stadt durch ihre unmittelbare Nähe an der US-Grenze gefährdet schien.
Während des Krieges von 1812 wurde die Stadt von US-Truppen eingenommen und zerstört, bevor diese sich wieder zurückzogen. Die Stadt wurde von den Briten wieder aufgebaut und hat heute noch viel von ihrem historischen Charme. Niagara wurde im Jahr 1880 in den heutigen Namen Niagara-on-the-Lake umbenannt, um sie von der Stadt Niagara Falls zu unterscheiden.
Im Jahr 2003 wurde der historische Bezirk der Stadt mit 25 Häuserblocks und zahlreichen architektonisch bemerkenswerten Gebäuden zu einer National Historic Sites of Canada erklärt. Neben dem historischen Zentrum wurden noch weitere Gebäude/Objekte am Stadtrand, wie das Fort George, zu „National Historic Sites of Canada“ erklärt.

## Wirtschaft
Niagara-on-the-Lake ist heute ein reizvoller touristischer Anziehungspunkt. Die Stadt richtet regelmäßig das nach George Bernard Shaw benannte Shaw-Festival aus. Niagara-on-the-Lake gilt außerdem als eins der berühmtesten Weinanbaugebiete in Kanada. Relativ mildes Klima und gute Böden bringen qualitativ hochwertige Weine hervor, preisgekrönt ist der Eiswein. Zu den meist angebauten Rebsorten gehören Riesling, Müller-Thurgau, Zinfandel und Merlot. Siehe hierzu auch den Artikel Weinbau in Kanada.

## Persönlichkeiten
Niagara-on-the-Lake ist der Geburtsort des Musikwissenschaftlers und -pädagogen Frederick A. Hall.

## Kirchengebäude
Die Stadt hat (u. a.) folgende Kirchengebäude:
- St. Andrew’s Presbyterian Church (presbyterianisch)
- St. Mark’s Church (anglikanisch)
- St. Vincent de Paul Church (römisch-katholisch)